# إليو دي روبو
إليو دي روبو (بالفرنسية: Elio Di Rupo) (ولد في 18 يوليو 1951)، هو سياسي بلجيكي ديمقراطي اجتماعي شغل منصب رئيس وزراء بلجيكا من 6 ديسمبر 2011 إلى 11 أكتوبر 2014 وعاد لمنصب رئيس الحزب الاشتراكي البلجيكي للمرة الثانية بين عامي 2014 و2019 بعد أن شغله للمرة الأولى بين عامي 1999 و2011. كان دي روبو أول ناطق بالفرنسية بلجيكي يتولى المنصب منذ بول فاندن بويانتس في عام 1979. وأول رئيس وزراء اشتراكي في البلاد منذ ترك إدموند لبورتون منصبه في عام 1974. وكان أيضًا أول رئيس وزراء لبلجيكا من أصل غير بلجيكي، وأول رجل مثلي علنا يشغل رئيس حكومة وثاني شخص مثلي أو مثلية علنا في العصر الحديث بعد رئيسة وزراء آيسلندا السابقة من 2009 إلى 2013 يوهانا سيغورذاردوتير.
أصبح وزيرًا رئيسا لإقليم والونيا للمرة الثالثة منذ 13 سبتمبر 2019 بعد أن كان وزيرا رئيسا للإقليم بين 15 يوليو 1999 و4 أبريل 2000 للمرة الأولى وللمرة الثانية بين 6 أكتوبر 2005 و20 يوليو 2007. كما كان رئيس بلدية مونس بين عامي 2000 و2018.

## النشأة والتعليم
دي روبو هو ابن زوجين إيطاليين اثنين. ولد والده في سان فالنتينو في أبروتسو تشيتريوري. كان إليو، الذي ولد في مدينة مورلانويلز الصغيرة، في والونيا، هو الوحيد بين اخوته الذي ولد في بلجيكا؛ وقد ولد جميع إخوته وأخواته في إيطاليا. عندما كان عمره سنة واحدة، توفي والده في حادث سيارة ولم تتمكن والدته من تربية جميع الأطفال السبعة. نظرًا للوضع المالي السيئ لعائلته، تم تربية ثلاثة من أشقائه في دار للأيتام مجاورة.
عندما كان في الثانية عشرة من عمره، التحق بمدرسة داخلية. بسبب المشاكل الطبية، اضطر دي روبو إلى إعادة السنة الأولى من دراسته الثانوية مرتين، لكنه تفوق في نهاية المطاف في العلوم في نهاية سنوات دراسته الثانوية. وقد دفعه ذلك إلى الحصول على درجة في الكيمياء في جامعة مونس في بلجيكا، حيث حصل في نهاية المطاف على درجة الدكتوراه في الكيمياء، بعد أن كان محاضرًا بدوام جزئي في جامعة ليدز أيضًا.

## العمل السياسي
تعرف دي روبو على الحركة الاشتراكية لأول مرة خلال دراسته في مونس، حيث حصل على شهادة الماجستير وبعد ذلك حصل على شهادة الدكتوراه في الكيمياء. ذهب أثناء التحضير لدكتوراه الدكتوراه في جامعة ليدز (المملكة المتحدة)، حيث كان يعمل أستاذا محاضرا في عام 1977-1978.
بدأ مسيرته السياسية في ملحق مجلس الوزراء جان موريس ديهوس في 1980-1981. كان أول منصب سياسي له في عام 1982، عندما كان عضوًا في مجلس مدينة مونس (حتى عام 1985، ومرة أخرى من عام 1988 حتى عام 2000). في عام 1986، كان نائب الصحة، والتجديد الحضري والشؤون الاجتماعية. مهنيا، كان دي روبو في نفس الوقت عضو مجلس الوزراء ومن ثم نائب رئيس مجلس الوزراء لوزير المالية في ذلك الوقت من إقليم والونيا وبعدها نائب رئيس مجلس الوزراء لوزير المالية والطاقة لإقليم والونيا في ذلك الوقت فيليب بوسكان (1981-1985) ومشرف على فحص الطاقة في وزارة إقليم والونيا.
كان نائبا (أي عضو في البرلمان) عن دائرة مونس في مجلس النواب البلجيكي. وصف مرة الرئيس الفرنسي السابق فرانسوا ميتران بأنه «شخصية من رواية».
في عام 2000، أصبح رئيس بلدية مونس، عاصمة مقاطعة هينو، وهو منصب شغله حتى عام 2018.
في عام 1987، حصل على إنجاز سياسي وطني إذ انتخب كعضو في مجلس النواب وذهب بعد ذلك بعامين لفترة قصيرة إلى البرلمان الأوروبي.
في عام 1991، تم اختياره كعضو في مجلس الشيوخ، ولكن بعد ذلك بوقت قصير (1992)، أخذ في المجتمع الناطق بالفرنسية والونيا وظيفته الوزارية الأولى في التعليم وفي وقت لاحق أيضا وسائل الإعلام. كانت هذه مسؤولياته حتى استقال غاي كومي بسبب فضيحة سياسية، وذهب دي روبو إلى الحكومة الفيدرالية في عام 1994 كنائب لرئيس الوزراء ووزير المرور والشركات الحكومية. وبعد الانتخابات في عام 1995 ظل نائب رئيس وزراء بلجيكا وعُيّن وزيراً للاقتصاد والاتصالات. في عام 1995 وقع على اندماج شركة الطيران البلجيكية سابينا مع شركة سويسرا للطيران مما أدى في النهاية إلى إفلاس سابينا مع الآلاف من الموظفين العاطلين عن العمل نتيجة لذلك.
في عام 1996، وبسبب فضيحية مارك ديتروا الجنسية، زعم أوليفييه تروسكناش، وهو بائع هوى، أن دي روبو دفع له مقابل الجنس بينما كان تروسكناش لا يزال قاصرا. كان يمكن أن يعني هذا الاتهام نهاية حياة دي روبو السياسية. نفى دي روبو الاتهامات وأظهر تحقيق دقيق أنه بريء تماما. منذ تلك اللحظة لم يخفِ دي روبو ابداً مثليته الجنسية.
بعد الانتخابات الفيدرالية والإقليمية في يونيو 1999 التي خسر فيها الديمقراطيون-المسيحيون العديد من أصواتهم بسبب فضيحة سيساسية، تفاوض دي روبو مع الاشتراكيين الفلمنكيين، والليبراليين وحزب الخضر لتشكيل الحكومة. كان دي روبو نفسه مسؤولاً عن وظيفة وزير رئيس منطقة والونيا، ولكن بالفعل في أكتوبر من نفس العام اختاره أعضاء الحزب كرئيس، وفي أبريل 2000، خلفه جان كلود فان كاووينبرغ في وظيفته كوزير رئيس إقليم والونيا.
كرئيس جديد للحزب الاشتراكي البلجيكي منذ سنة 1999، اضطر دي روبو إلى إحداث تغيير في الجيل داخل الحزب والمضي في مسار جديد. فخلال الانتخابات الإقليمية والانتخابية الفدرالية لعامي 1995 و 1999، خسر الحزب العديد من الأصوات، ويرجع ذلك جزئياً إلى فضائح الفساد في تسعينات القرن الماضي، والتي شارك فيها بعض أبرز سياسي الحزب. كان الحزب الاشتراكي في الحكومة منذ عام 1988 (في الحكومة الإقليمية وفي الحكومة الفيدرالية)، وسط منافسة من أحزاب أخرى. أدرك دي روبو أن إجراءً جذريًا كان مطلوبًا لاستعادة موقع الحزب الاشتراكي. من خلال عدة تدابير، حاول إعادة تجميع القوى اليسارية حوله. ونجح في ذلك، إذ انه في انتخابات عام 2003، استعاد الحزب الاشتراكي الدرجة والقاعدة الانتخابية لعام 1991 وأصبح من أهم الأحزاب السياسية. وخلال الانتخابات الإقليمية لعام 2004، أصبح الحزب الأكثر أهمية في إقليم بروكسل العاصمة.
في أكتوبر/ تشرين الأول 2005، أصبح وزيرًا رئيسا لمنطقة والونيا بعد استقالة جان كلود فان كاوينبرغ من منصبه وسط فضيحة فساد شارك فيها العديد من أعضاء حزب دي روبو. واستمر في منصبه كرئيس للحزب الاشتراكي.

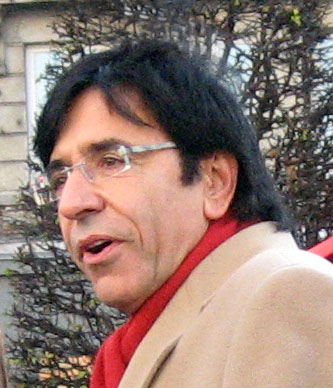
دي روبو في عام 2007

في عامي 2006 و 2007، فشل دي روبو وحزبه في محاولته القضاء على الفساد. كان هذا على الأرجح سببا في خسارة الحزب لمكانته الأولى بين أحزاب المجتمع الفرنسي في بلجيكا في الانتخابات الفدرالية لعام 2007. قرر دي روبو بعد ذلك اتخاذ موقف أكثر حزما ضد الفساد في شارلوروا: وذلك بسيطرته على الحزب الاشتراكي في المدينة وأمره لرئيس البلدية الاشتراكي وبعض أعضاء مجلس المدينة بالاستقالة.
بعد أن حثه الرئيس السابق للحزب الاشتراكي غاي سبيتالس على الاختيار بين رئاسة الحزب ورئاسة إقليم والونيا، قرر دي روبو تنظيم انتخابات داخلية لرئاسة الحزب الاشتراكي في يوليو 2007 بدلاً من أكتوبر من ذلك العام وأعلن أنه سيستقيل من منصبه كوزير رئيس للإقليم إذا أُعيد انتخابه. في 11 يوليو 2007، أعيد انتخابه رئيسًا للحزب الاشتراكي بنسبة 89.5% من الأصوات. فخلفه رودي ديموت كوزير رئيس لمنطقة والونيا.
في أعقاب الانتخابات العامة البلجيكية لعام 2010، والتي برز فيها الحزب الاجتماعي كأكبر الأحزاب الناطقة بالفرنسية وثاني أكبر حزب سياسي في بلجيكا، برزت تكهنات حول ما إذا كان دي روبو يمكن أن يكون رئيس الوزراء في حكومة جديدة. ومع ذلك، أثار تلفزيون آر تي بي إف أسئلة حول ما إذا كانت طلاقة دي روبو المحدودة في اللغة الهولندية ستكون حجر عثرة في طلب ذلك المنصب.كان كل رئيس وزراء لبلجيكا منذ عام 1979 فلمنك.
في أيار/مايو 2011، عينه الملك البلجيكي ألبير الثاني ملك بلجيكا لمهمة تشكيل الحكومة. وأصبح دي روبو رئيس وزراء بلجيكا في 6 ديسمبر 2011. مع تعيين دي روبو، أنهت بلجيكا 589 يوماً بدون حكومة، والتي يعتقد أنها أطول سلسلة من هذا القبيل على الإطلاق لدولة في العالم المتقدم. كان إيف ليتريم قد استقال في 26 أبريل 2010 من منصبه كرئيس وزراء حكومة تصريف الأعمال. وخلفه شارل ميشيل كرئيس وزراء لبلجيكا في 11 أكتوبر 2014. وعاد دي روبو في 22 يوليو 2014 إلى رئاسة الحزب الاشتراكي البلجيكي بنسبة 93.6% من الأصوات بعد أن أكمل مهامه كرئيس وزراء. وهو منصب شغله حتى 20 أكتوبر 2019.
أصبح دي روبو وزيرا رئيسا لإقليم والونيا للمرة الثالثة منذ 13 سبتمبر 2019.

## الحياة الخاصة

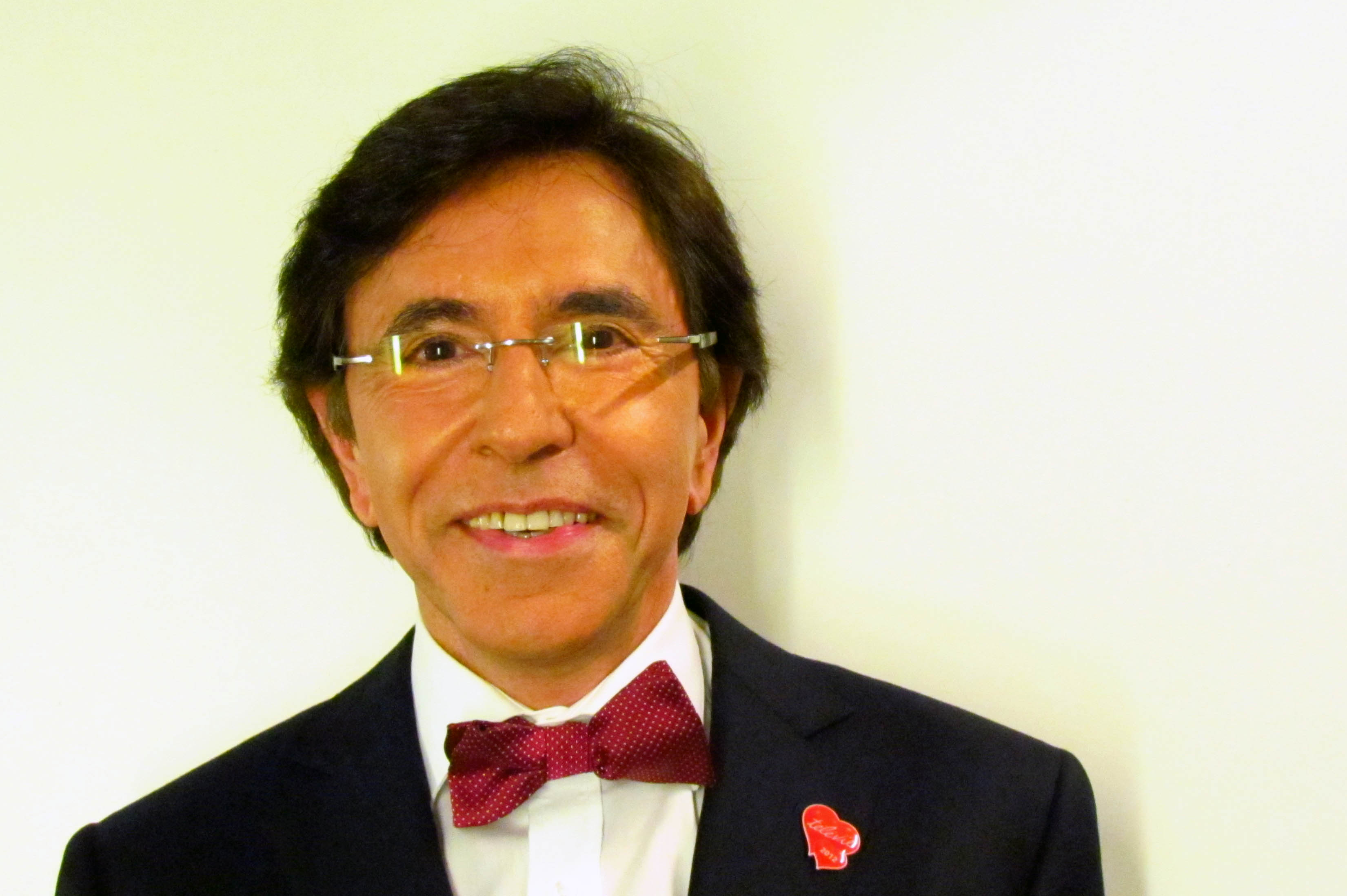
إليو دي روبو في سنة 2012

يصف دي روبو نفسه بأنه «ملحد، وماسوني وعقلاني».
 وهو يجيد تحدث اللغة الإيطالية، والفرنسية والإنجليزية. بعد أن أصبح رئيس الوزراء تحسنت لغته الهولندية إلى حد ما واعتبر بعض مشجعيه أنه أصبح يتحدثها «بطلاقة».
أعلن دي روبو أنه مثلي الجنس في عام 1996، عندما سئل من قبل «حزمة وسائل الإعلام التي واجهته» إذا كان مثلي الجنس، أجاب: «نعم. وماذا في ذلك؟». وهو أول رجل يفصح بكونه مثلي الجنس يقود دولة ذات سيادة، وأول رجل مثلي الجنس يفوز باستحقاق وفقا للانتخابات في الاتحاد الأوروبي وفي العالم.
بين انتخاب دي روبو في 2010 و 2013، كان حينها واحدا من ثلاثة رؤساء حكومات وطنية يفصح عن توجهه المثلي، والآخران هما رئيسة وزراء آيسلندا يوهانا سيغورذاردوتير، ورئيس وزراء لكسمبورغ كزافييه بيتل.

## التشريفات
بلجيكا: صليب الفارس الكبير لوسام ليوبولد الثاني بموجب مرسوم ملكي بتاريخ 21 مايو 2014.

## روابط خارجية
- إليو دي روبو على موقع الموسوعة البريطانية (الإنجليزية)
- إليو دي روبو على موقع مونزينجر (الألمانية)